# Mark Blum
Mark Blum (Newark, New Jersey, 1950. május 14. – 2020. március 26.) amerikai színész.
A Kétségbeesve keresem Susant (1985) című amerikai vígjáték-dráma főszereplőjeként lett ismert. 1986-ban a Krokodil Dundee című ausztrál kalandfilmben vállalt mellékszerepet. Pályafutása végén, 2014 és 2018 között a Mozart a dzsungelben című sorozat szereplője volt. 2018-ban a Te epizódjaiban tűnt fel.
2020-ban hunyt el a Covid19 okozta komplikációk következtében.

## Filmográfia

### Film
| Év   | Magyar cím                  | Eredeti cím                                 | Szerep               | Magyar hang      |
| ---- | --------------------------- | ------------------------------------------- | -------------------- | ---------------- |
| 1983 | A szerelem bolondja         | Lovesick                                    | Murphy, gyakornok    |                  |
| 1985 | Kétségbeesve keresem Susant | Desperately Seeking Susan                   | Gary Glass           | Kassai Károly    |
| 1986 | A férfi, akit szeretünk     | Just Between Friends                        | George Margolin      |                  |
| 1986 | Krokodil Dundee             | Crocodile Dundee                            | Richard Mason        | Kautzky Armand   |
| 1987 | Nem látni és megszeretni    | Blind Date                                  | Denny Gordon         | Dörner György    |
| 1987 | Nem látni és megszeretni    | Blind Date                                  | Denny Gordon         | Szakács Tibor    |
| 1988 | Bűntény a támaszponton      | The Presidio                                | Arthur Peale         | Mihályi Győző    |
| 1989 | Telhetetlen nőfaló          | Worth Winning                               | Ned Broudy           | Kerekes József   |
| 1993 |                             | Emma and Elvis                              | Ben Winchek          |                  |
| 1995 | Miami rapszódia             | Miami Rhapsody                              | Peter                |                  |
| 1995 |                             | The Low Life                                | Matthew Greenbert    |                  |
| 1995 | Tartsd a vonalat            | Denise Calls Up                             | Dr. Brennan, szülész | Juhász György    |
| 1996 |                             | Sudden Manhattan                            | Louis                |                  |
| 1997 | Halálos mulatság            | Stag                                        | Ben Marks            | Galbenisz Tomasz |
| 1998 |                             | You Can Thank Me Later                      | Edward Cooperberg    |                  |
| 1999 | Tudni akarom, ki vagy       | Getting to Know You                         | Darrell              |                  |
| 2000 | Rád vagyok kattanva         | Down to You                                 | interjúztató         |                  |
| 2003 | A hazugsággyáros            | Shattered Glass                             | Lewis Estridge       | Csernák János    |
| 2007 | Az ügyvéd szeretője         | The Warrior Class                           | Hal Richardson       |                  |
| 2010 | Step Up 3D                  | Step Up 3D                                  | NYU professzor       |                  |
| 2011 | A zöldben                   | The Green                                   | Stuart               |                  |
| 2011 | Csak tudnám, hogy csinálja  | I Don't Know How She Does It                | Lew Reddy            | Barbinek Péter   |
| 2013 |                             | Blumenthal                                  | Saul                 |                  |
| 2015 |                             | How He Fell in Love                         | Henry                |                  |
| 2016 |                             | No Pay, Nudity                              | Leon                 |                  |
| 2017 |                             | Coin Heist                                  | Mr. Smerconish       |                  |
| 2019 |                             | Love Is Blind                               | Dr. Klienart         |                  |
| 2019 |                             | Human Capital                               | Rex                  |                  |
| 2020 |                             | Sister of the Groom (posztumusz megjelenés) | Nat                  |                  |

### Televízió
| Év        | Magyar cím                               | Eredeti cím                       | Szerep                                        | Megjegyzések                                            |
| --------- | ---------------------------------------- | --------------------------------- | --------------------------------------------- | ------------------------------------------------------- |
| 1984      | Egy kórház magánélete                    | St. Elsewhere                     | Dr. Vogel                                     | 1 epizód                                                |
| 1987      |                                          | Sweet Surrender                   | Ken Holden                                    | 6 epizód                                                |
| 1987      | Miami Vice                               | Miami Vice                        | Sid Shenker                                   | - 1 epizód - magyar hangja: - Sztarenki Pál             |
| 1990      |                                          | Capital News                      | Edison King                                   | 13 epizód                                               |
| 1991      | Roseanne                                 | Roseanne                          | Mike Summers                                  | 1 epizód                                                |
| 1992      | Fertőzésveszély                          | Condition Critical                | Dr. Howard Zuckerman                          | - tévéfilm - magyar hangja: - Rosta Sándor              |
| 1993–1999 | New York rendőrei                        | NYPD Blue                         | Dr. Roland Sachs / Mike Francis FBI-ügynök    | 2 epizód                                                |
| 1993–2009 | Esküdt ellenségek                        | Law & Order                       | Frank Lazar / Michael Aronson / orvosszakértő | 4 epizód                                                |
| 1995      | Megbélyegezve: A McMartin-per            | Indictment: The McMartin Trial    | Wayne Satz                                    | tévéfilm                                                |
| 1995      | Veszélyes küldetés                       | New York Undercover               | Dr. Vincent                                   | 1 epizód                                                |
| 1995      |                                          | Central Park West                 | Ben                                           | 5 epizód                                                |
| 1996      |                                          | Wings                             | Larry Mohr                                    | 1 epizód                                                |
| 1997      |                                          | Ink                               | Greg Armstrong                                | 1 epizód                                                |
| 1997      | Frasier – A dumagép                      | Frasier                           | John                                          | 1 epizód                                                |
| 1999      | Maffiózók                                | The Sopranos                      | Randall Curtin                                | 1 epizód                                                |
| 1999      | Az elnök emberei                         | The West Wing                     | Katzenmoyer                                   | 1 epizód                                                |
| 2000      | Családjogi esetek                        | Family Law                        | Russell Hollenbeck                            | 1 epizód                                                |
| 2001      |                                          | Deadline                          | Jonathan Ahrenthal rabbi                      | 1 epizód                                                |
| 2001      | A bíró                                   | The Judge                         | Harry Hobbs                                   | - minisorozat (1 epizód) - magyar hangja: - Jakab Csaba |
| 2001      | Ed                                       | Ed                                | Arnold Bancroft                               | 1 epizód                                                |
| 2002      | Ügyvédek                                 | The Practice                      | Michael Scannel                               | 1 epizód                                                |
| 2003–2006 | Esküdt ellenségek: Bűnös szándék         | Law & Order: Criminal Intent      | Dr. Philip Oliver / Larry Lewis professzor    | 2 epizód                                                |
| 2004      | CSI: Miami helyszínelők                  | CSI: Miami                        | Jim Rennert                                   | 1 epizód                                                |
| 2004      | Amynek ítélve                            | Judging Amy                       | Richard Kinrich                               | 1 epizód                                                |
| 2008      | New Amsterdam                            | New Amsterdam                     | Dr. MacVittie                                 | 1 epizód                                                |
| 2008      | A rejtély                                | Fringe                            | Dr. Claus Penrose                             | 1 epizód                                                |
| 2009      | Mercy angyalai                           | Mercy                             | Dr. Austin                                    | 1 epizód                                                |
| 2010      | A férjem védelmében                      | The Good Wife                     | Julius Kreutzer                               | 1 epizód                                                |
| 2011      | Jesse Stone – Elveszett ártatlanok       | Jesse Stone: Innocents Lost       | Dr. Parkinson                                 | - tévéfilm - magyar hangja: - Fazekas István            |
| 2011      | Esküdt ellenségek: Különleges ügyosztály | Law & Order: Special Victims Unit | David Arnoff                                  | 1 epizód                                                |
| 2012      |                                          | Pan Am                            | Jackson százados                              | 1 epizód                                                |
| 2014–2018 | Mozart a dzsungelben                     | Mozart in the Jungle              | Union Bob                                     | 30 epizód                                               |
| 2016      | Feketelista                              | The Blacklist                     | Noah Shuster                                  | 1 epizód                                                |
| 2017      |                                          | Difficult People                  | Rabbi Schecter                                | 1 epizód                                                |
| 2018      | Te                                       | You                               | Mr. Mooney                                    | - 4 epizód - magyar hangja: - Tarján Péter              |
| 2018      | Sherlock és Watson                       | Elementary                        | Ira Langstrom                                 | 1 epizód                                                |
| 2018–2019 | Utódlás                                  | Succession                        | Bill Lockhart                                 | 2 epizód                                                |
| 2019      | Diane védelmében                         | The Good Fight                    | Julius Kreutzer                               | 1 epizód                                                |
| 2020      |                                          | Almost Family                     | Dr. Lewis                                     | 1 epizód                                                |
| 2020      |                                          | Tommy                             | Jacob Fulton                                  | 2 epizód (posztumusz megjelenés)                        |
| 2020      | Milliárdok nyomában                      | Billions                          | Dr. Mark Rutenberg                            | 1 epizód (posztumusz megjelenés)                        |